# Капюлін (Нью-Мексико)
Капюлін (англ. Capulin) — переписна місцевість (CDP) в США, в окрузі Юніон штату Нью-Мексико. Населення — 61 особа (2020).

## Географія
Капюлін розташований за координатами 36°44′48″ пн. ш. 104°0′8″ зх. д. / 36.74667° пн. ш. 104.00222° зх. д. (36.746549, -104.002211).  За даними Бюро перепису населення США в 2010 році переписна місцевість мала площу 3,83 км², з яких 3,83 км² — суходіл та 0,00 км² — водойми.

## Демографія
Згідно з переписом 2010 року, у переписній місцевості мешкало 66 осіб у 30 домогосподарствах у складі 18 родин. Густота населення становила 17 осіб/км².  Було 43 помешкання (11/км²).
Расовий склад населення:
| - 93,9 % — білих - 1,5 % — вихідців з тихоокеанських островів |

До двох чи більше рас належало 4,5 %. Частка іспаномовних становила 36,4 % від усіх жителів.
За віковим діапазоном населення розподілялося таким чином: 21,2 % — особи молодші 18 років, 50,0 % — особи у віці 18—64 років, 28,8 % — особи у віці 65 років та старші. Медіана віку мешканця становила 51,8 року. На 100 осіб жіночої статі у переписній місцевості припадало 106,2 чоловіків;  на 100 жінок у віці від 18 років та старших — 85,7 чоловіків також старших 18 років.
Середній дохід на одне домашнє господарство  становив 31 900 доларів США (медіана — 31 250), а середній дохід на одну сім'ю — 35 920 доларів (медіана — 33 125). Медіана доходів становила 32 917 доларів для чоловіків та 25 625 доларів для жінок. За межею бідності перебувало 4,0 % осіб, у тому числі 0,0 % дітей у віці до 18 років та 0,0 % осіб у віці 65 років та старших.
Цивільне працевлаштоване населення становило 33 особи. Основні галузі зайнятості: транспорт — 18,2 %, будівництво — 18,2 %, науковці, спеціалісти, менеджери — 12,1 %, виробництво — 12,1 %.